# 岗尼乡
岗尼乡（藏語：སྐང་གཉིས་），是中华人民共和国西藏自治区那曲市安多县下辖的一个乡镇级行政单位。

## 行政区划
岗尼乡下辖以下地区：
隆木村、当果岗尼村、尼玛隆木村、纳那查村、嘠尔冉日隆村、多玛米日贡欧村和多卓加江村。